# 岡本望来
岡本 望来（おかもと みく、2011年〈平成23年〉10月13日 - ）は、日本の女優（子役）。大阪府出身。テンカラット所属。以前はジョビィキッズに所属していた。

## 略歴
2020年から2021年にかけて、『仮面ライダーセイバー』で物語全体の鍵となる少女ルナを演じた。

## 出演

### テレビドラマ
- 連続テレビ小説（NHK総合）
  - スカーレット（2020年） - 大野桃 役
  - 舞いあがれ!（2022年） - 立花栞 役
  - あんぱん（2025年8月18日 - ） - 辛島愛（14歳時）役
- 仮面ライダーセイバー（2020年 - 2021年、テレビ朝日） - ルナ 役
- 古見さんは、コミュ症です。 第3回（2021年9月20日、NHK総合） - 古見硝子（幼少期） 役
- 夜のあぐら 〜姉と弟と私〜（2022年4月9日、BS松竹東急） - 秋子（幼少期） 役
- PICU 小児集中治療室 最終話（2022年12月19日、フジテレビ） - 木下沙耶 役
- 大奥「5代・徳川綱吉×右衛門佐 編」第7回（2023年2月21日、NHK総合） - 徳子 / 徳川綱吉（少女期） 役
- 特捜9 season6 最終話（2023年5月31日、テレビ朝日） - 橋倉ゆかり（幼少期） 役
- 放課後カルテ（2024年10月12日 - 12月21日、日本テレビ） - 冴島啓 役
- 家政婦クロミは腐った家族を許さない 第8話・第9話・第12話（2025年3月1日・8日・29日、テレビ東京） - 水川衣織 役[4]
- 能面検事 第5話（2025年8月8日、テレビ東京） - 金森実花（中学生時） 役[5]

### その他のテレビ番組
- 痛快TV スカッとジャパン（フジテレビ）
  - 忘れられない初恋（2020年12月7日） - 由梨絵（幼少期） 役
  - 女優を目指すきっかけをくれたある人物の言葉（2021年9月6日） - 橋本環奈（幼少期） 役

### インターネットドラマ
- Huluオリジナルストーリー「あなたの番です『扉の向こう』真・黒島編後編」（2019年、Hulu） - 黒島沙和（幼少期） 役

### 映画
- おとななじみ（2023年） - 加賀谷楓（小学生期） 役

### CM
- ACジャパン、3時4時のうた（大阪地域キャンペーン）（2019年）
- 積水成型工業、MIGUSA
- 日本マクドナルド、ハッピーセット Ty（タイ）「おうち動物園」篇（2021年）
- コナミデジタルエンタテインメント、遊☆戯☆王ラッシュデュエル（2022年）
- スズキ、ワゴンRスマイル（2022年）

### オリジナルビデオ
- ソードオブロゴスサーガ 前編（2021年） - ルナ 役

### 玩具
- 仮面ライダーセイバー DXワンダーオールマイティワンダーライドブック（2022年2月）